# Lineaire compressor
Een lineaire compressor is een zuigercompressor met een vrij bewegende zuiger die door een soort lineaire motor wordt aangedreven. In feite is de zuiger een deel van de motor.

## Geschiedenis
De eerste lineaire compressors werden ontwikkeld in 1973, de eerste marktintroductie van een lineaire compressor voor het comprimeren van een koudemiddel was in 2001.